# My Wild Irish Rose
My Wild Irish Rose ist ein US-amerikanischer Musikfilm aus dem Jahr 1947.

## Handlung
Chauncey Olcott ist auf dem Weg zum Erfolg. Erzählt wird von seiner Kindheit bis zu seinen Auftritten in New York City. Rose Donovan ist seine große Liebe und Lillian Russell will einen Star aus ihm machen.

## Hintergrund
Der Film wurde von Warner Bros. Entertainment produziert.

## Auszeichnungen
Oscarverleihung 1948
- Oscar-Nominierung in der Kategorie Beste Filmmusik (Musikfilm) für Ray Heindorf und Max Steiner